# Зграда са сунчаним забатом
Зграда са сунчаним забатом у Сенти, подигнута на прекретници 19. и 20. века, представља непокретно културно добро као споменик културе.
У монографији Бач-бодрошке жупаније, издатој 1909. године, тип куће са сунчаним забатом назива се сенћанским. Надаље, на типским пројектима, израђеним 1906. године, забати су од дасака, а форме су далеко једноставније. После 1914. године сунчани забати се више не граде. Зграда је од набијанице, влажна и доста дотрајала. Због тога је неопходна адаптација. Спољна фасада је градског типа, са два прозора и са малом капијом, а зид је обрађен хирофом у сивом тону. Троугаони забат представља најистакнутији део фасаде. У његовом горњем делу налази се стилизовано сунце, а у угловима су лепезе. Средња трећина се састоји од седам касета. У четвртој касети види се троугао, чији доњи део недостаје. Паралелно са овим, свака касета је испуњена разним геометријским облицима (лажне жалузине). У трећој и петој касети се налази кружни отвор за проветравање тавана. У доњем делу забата налази се осам касета, такође разних геометријских облика, док су у угловима лепезе. Сунчани забати нису само грађени као начин украшавања кућа, већ су имали и култну улогу као заштитници јер су укућане штитили од ватре, грома, од злих духова и вештица.